# Susanna en de oudsten (beeldende kunst)

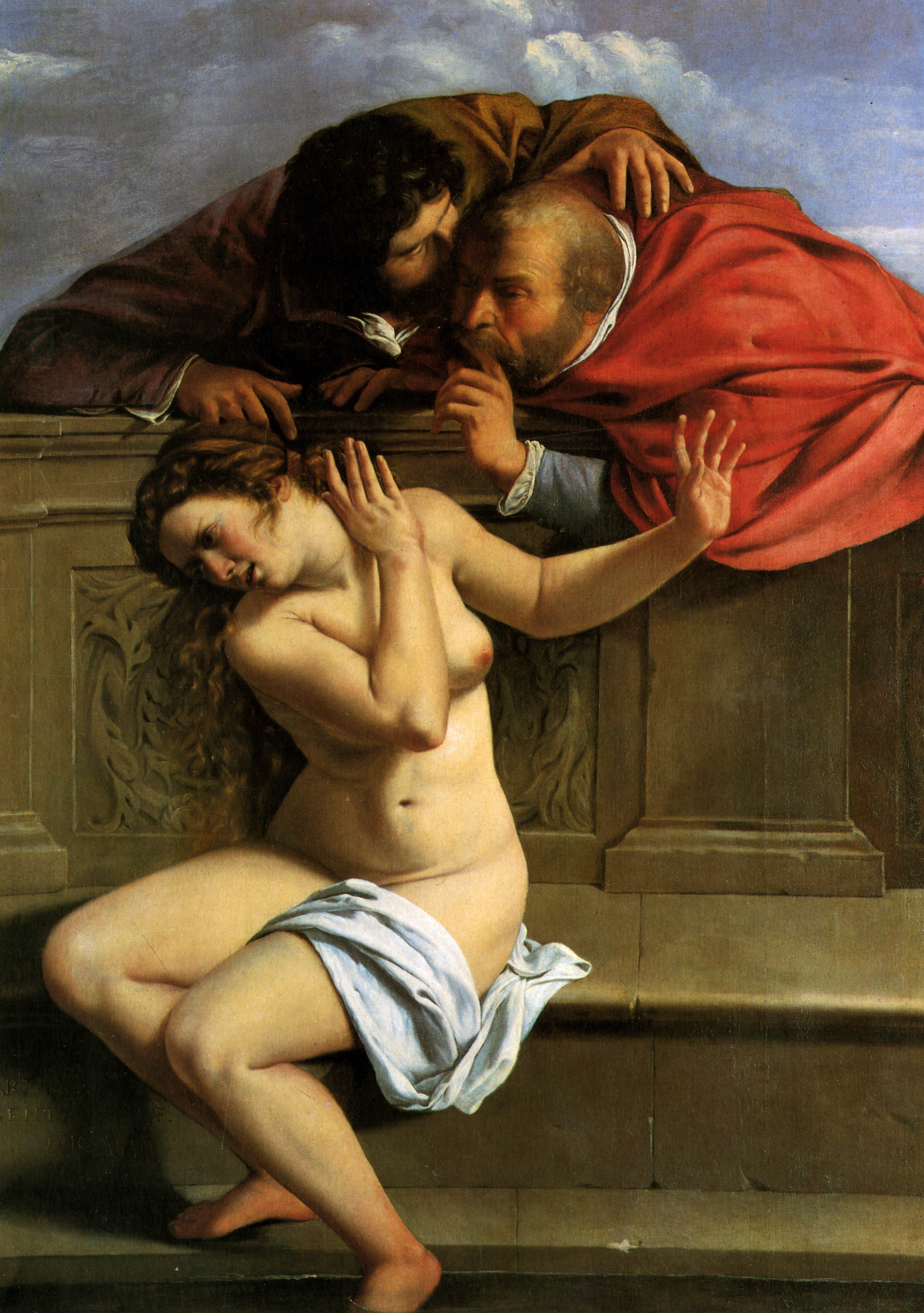
Susanna en de oudsten door Artemisia Gentileschi (1610)

Susanna en de oudsten ook wel Suzanna en de ouderlingen is een christelijk thema in de beeldende kunst, gebaseerd op het verhaal van Susanna in het dertiende hoofdstuk van het bijbelboek Daniël. Vooral in de schilderkunst en de prentkunst, maar ook in de beeldhouwkunst was het een frequent motief. Het ging over voyeurisme en seksuele dwang, maar ook over hoe God de onschuldigen steunt die op Hem vertrouwen.

## Bijbelverhaal
Het deuterocanonieke verhaal, opgeschreven in het Grieks rond 100 v.Chr., speelt zich af tijdens de ballingschap van de Joodse gemeenschap in Babylon. In de tuin van de rijke Jood Joakim kwamen regelmatig Joden bijeen voor zaken. Twee volksoudsten en rechters kregen zo een oogje op zijn vrouw Susanna en lieten zich insluiten om haar tot seks te dwingen. Susanna kwam een bad nemen in de tuin en werd door hen begluurd vanuit hun schuilplaats. Toen ze haar twee dienstmeisjes om olie en balsem stuurde, kwamen de mannen tevoorschijn en eisten dat ze hen seksueel ter wille zou zijn, zoniet zouden ze haar beschuldigen van overspel met een jongeman. Susanna besefte dat ze in een hopeloze situatie zat, maar koos ervoor niet te zondigen en schreeuwde om hulp. De oudsten, die hun begeerte zagen gedwarsboomd, brachten hun dreigement ten uitvoer.
De volgende dag lieten ze Susanna verschijnen voor de vergadering, waar ze haar vals beschuldigden van echtbreuk. Nadat ze haar sluier hadden laten afnemen en hun handen op haar hoofd hadden gelegd, beweerden ze dat ze haar hadden betrapt op seks met een jongeman, die vervolgens was gevlucht. Susanna ontkende, maar werd niet geloofd en kreeg de doodstraf. Terwijl ze reeds werd weggevoerd, bad ze hardop tot God. Haar vertrouwen werd beloond, want een jongeman genaamd Daniël begon te protesteren en bewoog de Joden ertoe terug te keren naar de rechtszaal. Daar verhoorde hij de twee oudsten apart over de boom waar het vermeende overspel zich had voorgedaan. Omdat ze elk een andere boom aanwezen (in het Grieks een mastiekboompje en een steeneik) vielen ze door de mand. Wegens valse getuigenis werden ze zelf ter dood gebracht. Zo verwierf Daniël aanzien en bleek dat onschuldigen zich in vertrouwen tot God konden richten.

## Kunstmotief
De eerste voorstellingen dateren uit het vroege christendom. Vanaf de 3e eeuw zijn muurschilderingen in catacomben bewaard, alsook sarcofaagsculpturen. Naast het bad van Susanna kwamen ook het proces en de bestraffing van de oudsten aan bod. Daarna verdween het thema gedurende verschillende eeuwen, om vanaf de 9e eeuw weer te verschijnen als miniatuur in bijbels, psalm- en getijdenboeken, maar bijvoorbeeld ook op de Lothariuskristal. Susanna kwam te staan voor de Kerk en de twee oudsten voor de joden en de heidenen die haar bedreigden. Deze middeleeuwse voorstellingen bleven de nadruk leggen op de geschonden onschuld en niet zozeer op de badscène. De berechting van de oudsten stond nog minstens op gelijke voet en werd gezien als verwant aan het Salomonsoordeel.
Daar kwam verandering in met de renaissance. Hoewel Susanna soms ook gekleed werd weergegeven, was het toch merkbaar dat kunstenaars en opdrachtgevers in het verhaal een gelegenheid zagen om vrouwelijk naakt af te beelden. De male gaze stond voorop en vaak leek het begluren, afpersen en betasten Susanna niet al te sterk te verontrusten. Daardoor springt de Susanna die de jonge Artemisia Gentileschi in 1610 schilderde er des te sterker uit. Door beeldvormingstechnieken is vastgesteld dat de oorspronkelijke versie zelfs nog heftiger was. Ook in de barok en in het neoclassicisme bleef het thema leven.

## Galerij

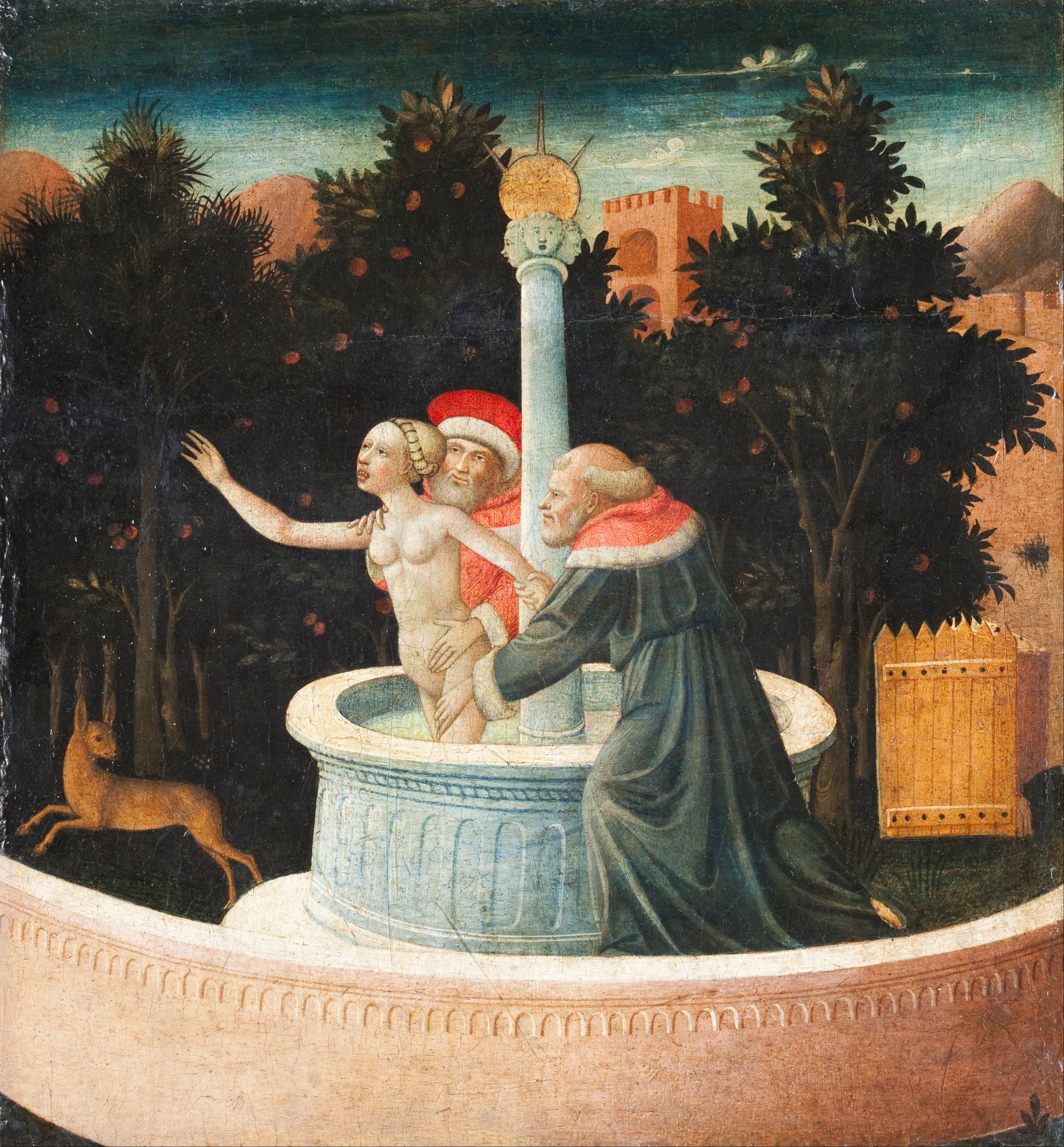
Domenico di Michelino (ca. 1460-1475)
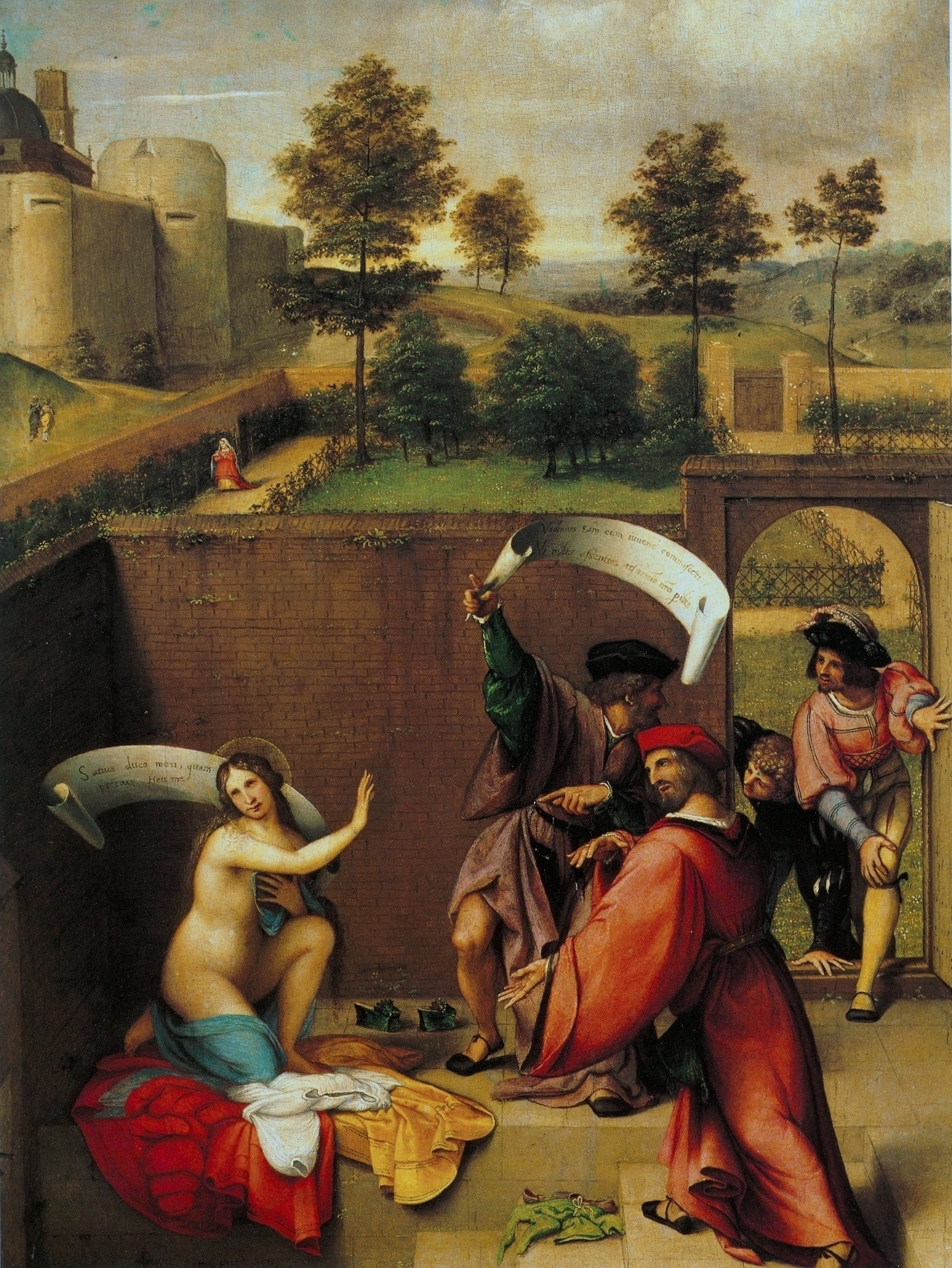
Lorenzo Lotto (1517)
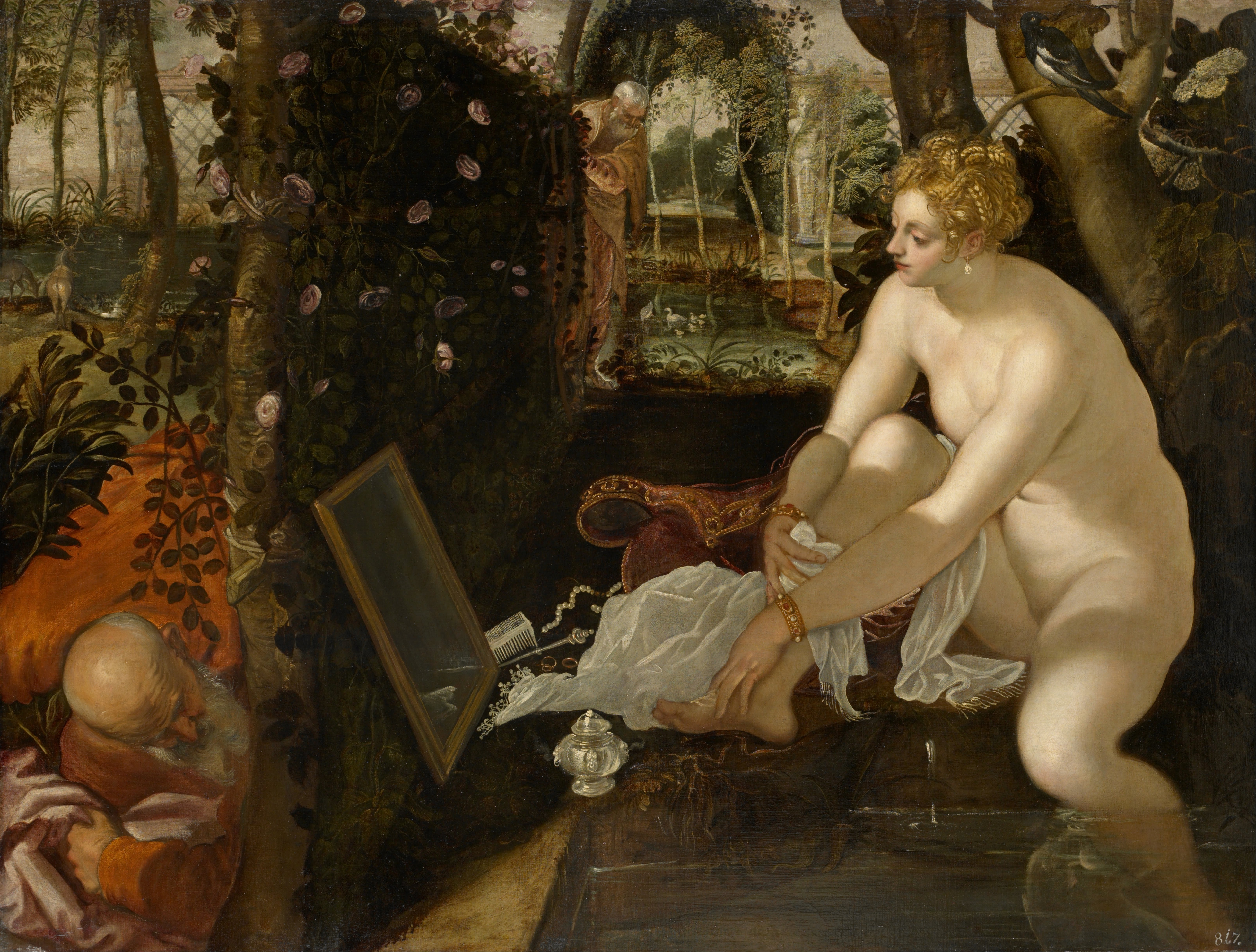
Tintoretto (1555-1556)
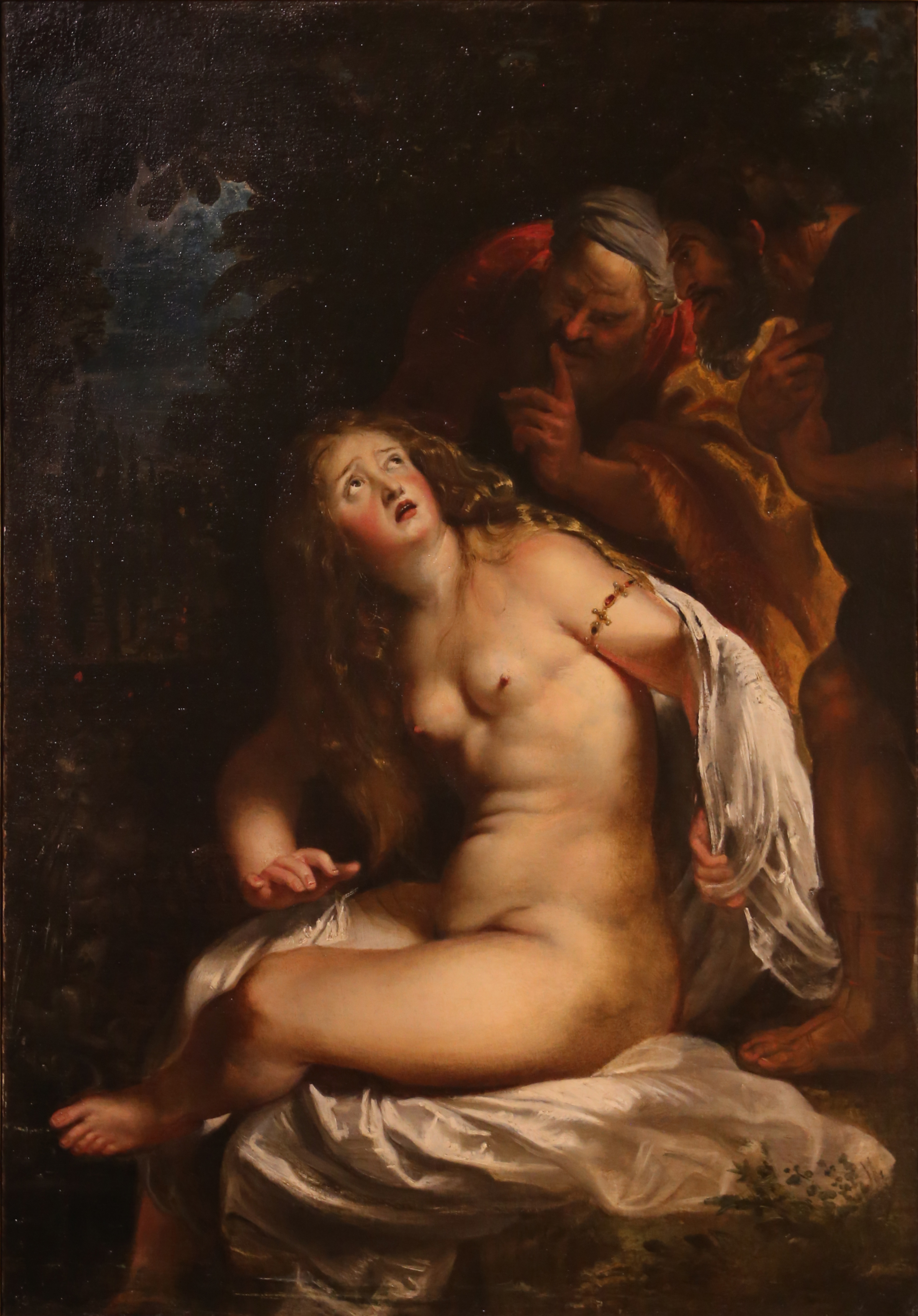
Pieter Paul Rubens (1607)
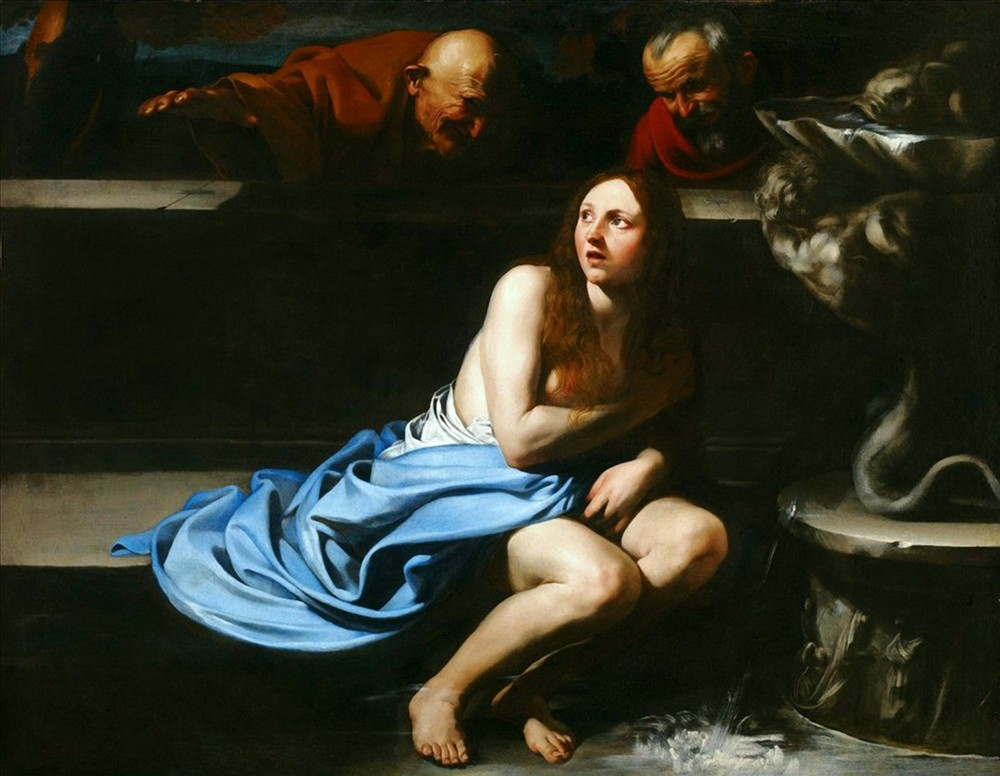
Jusepe de Ribera (ca. 1617-1618)
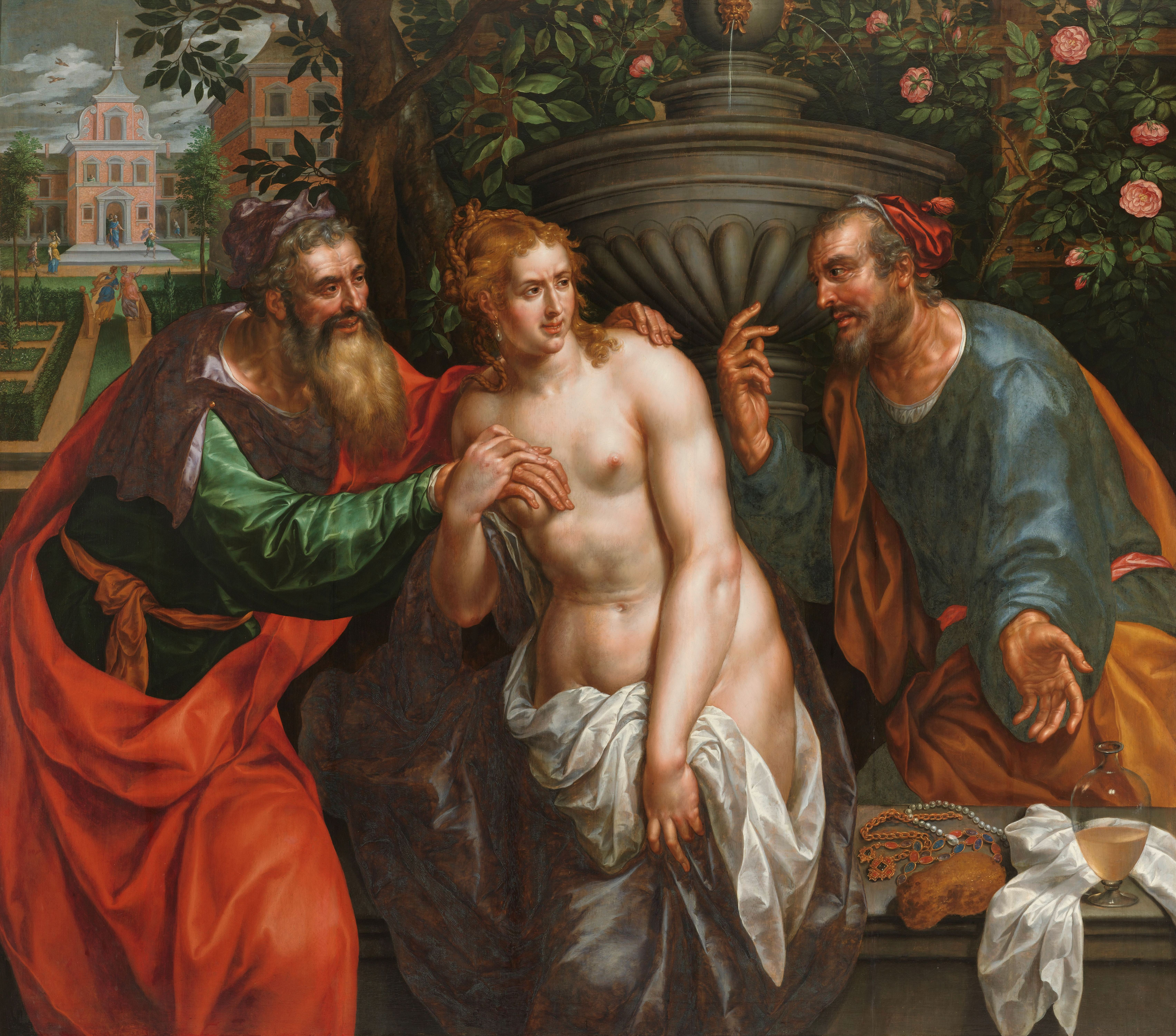
Hendrick de Clerck (ca. 1620-1630)
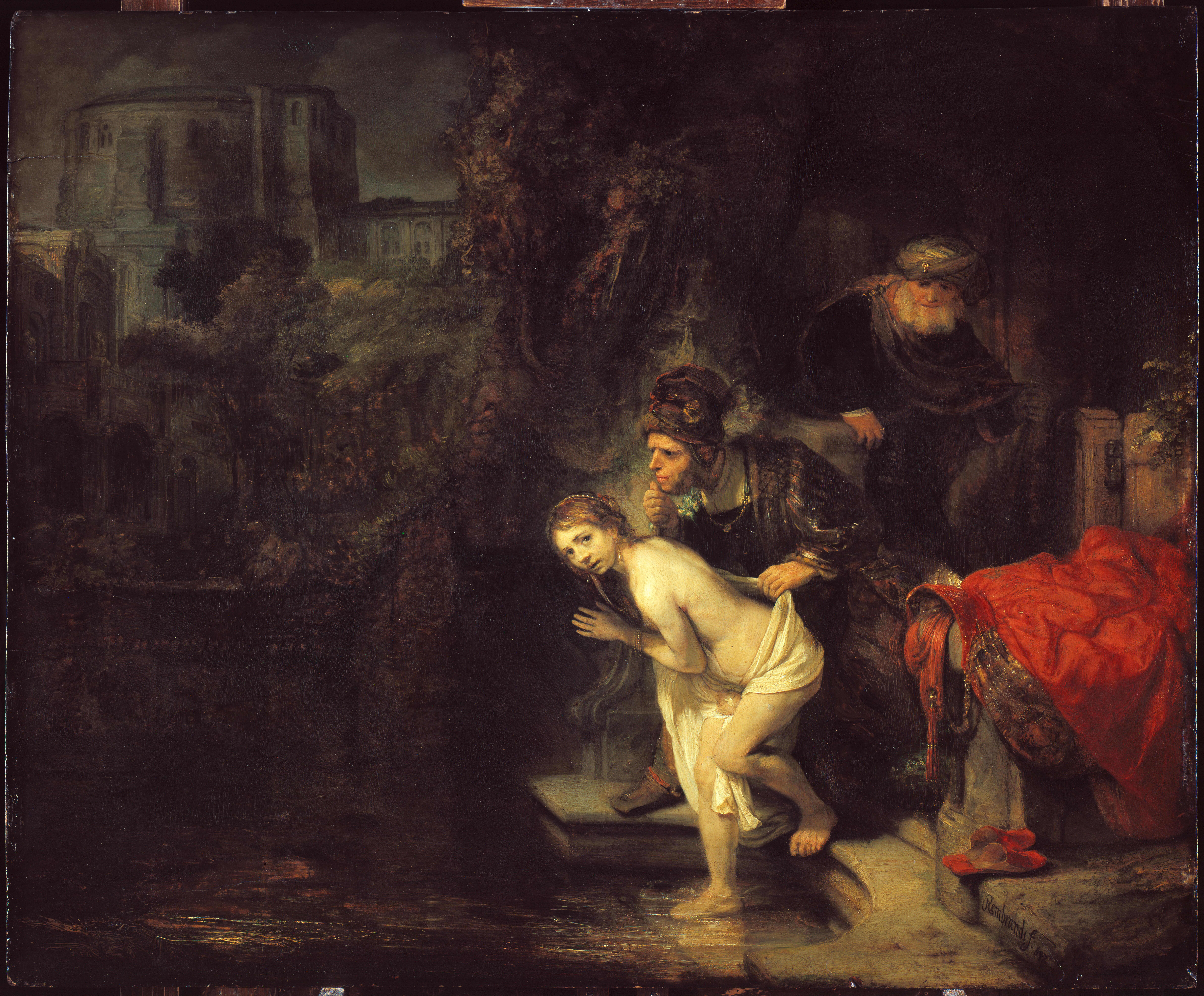
Rembrandt van Rijn (1647)
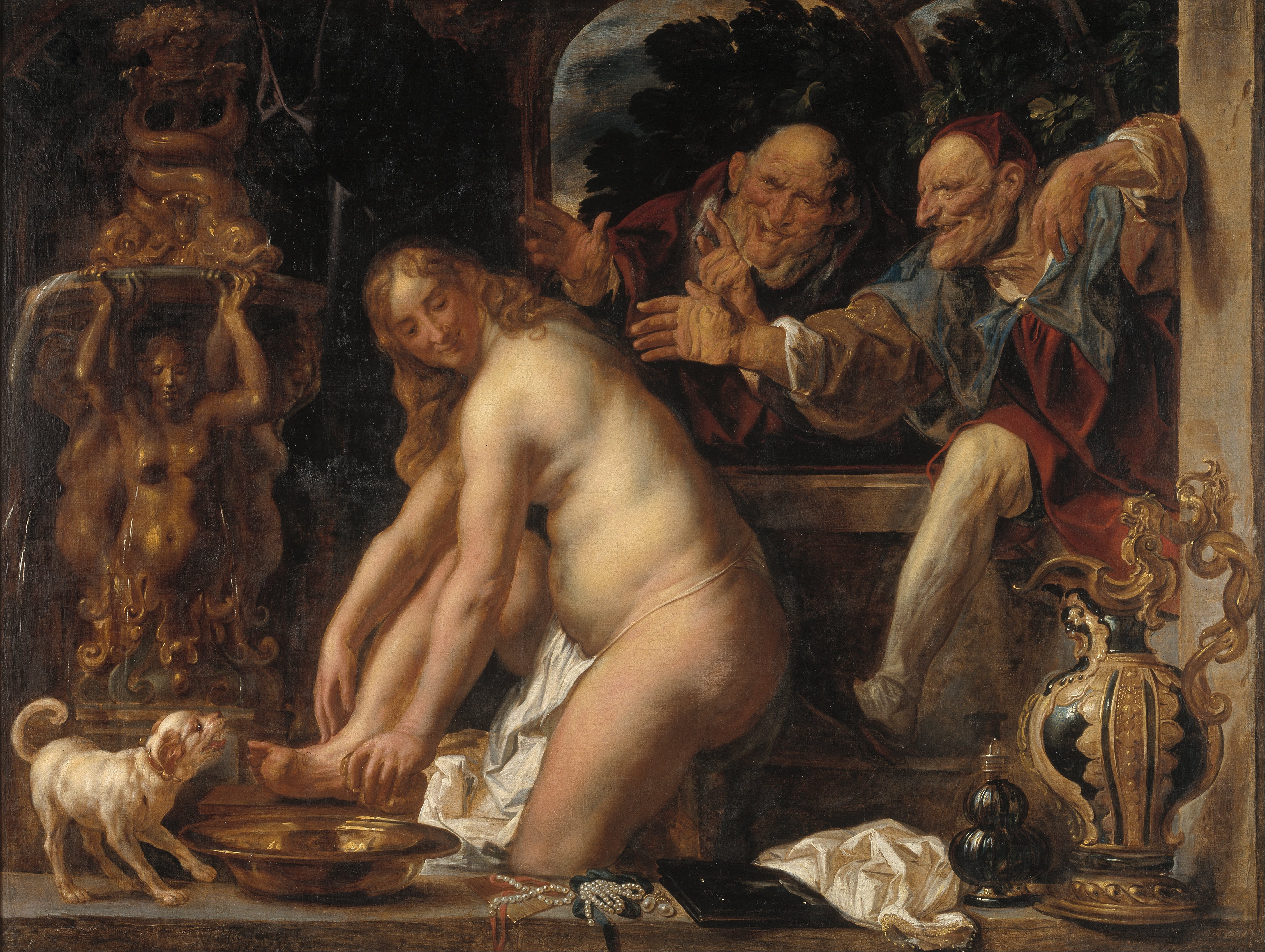
Jacques Jordaens (1653)
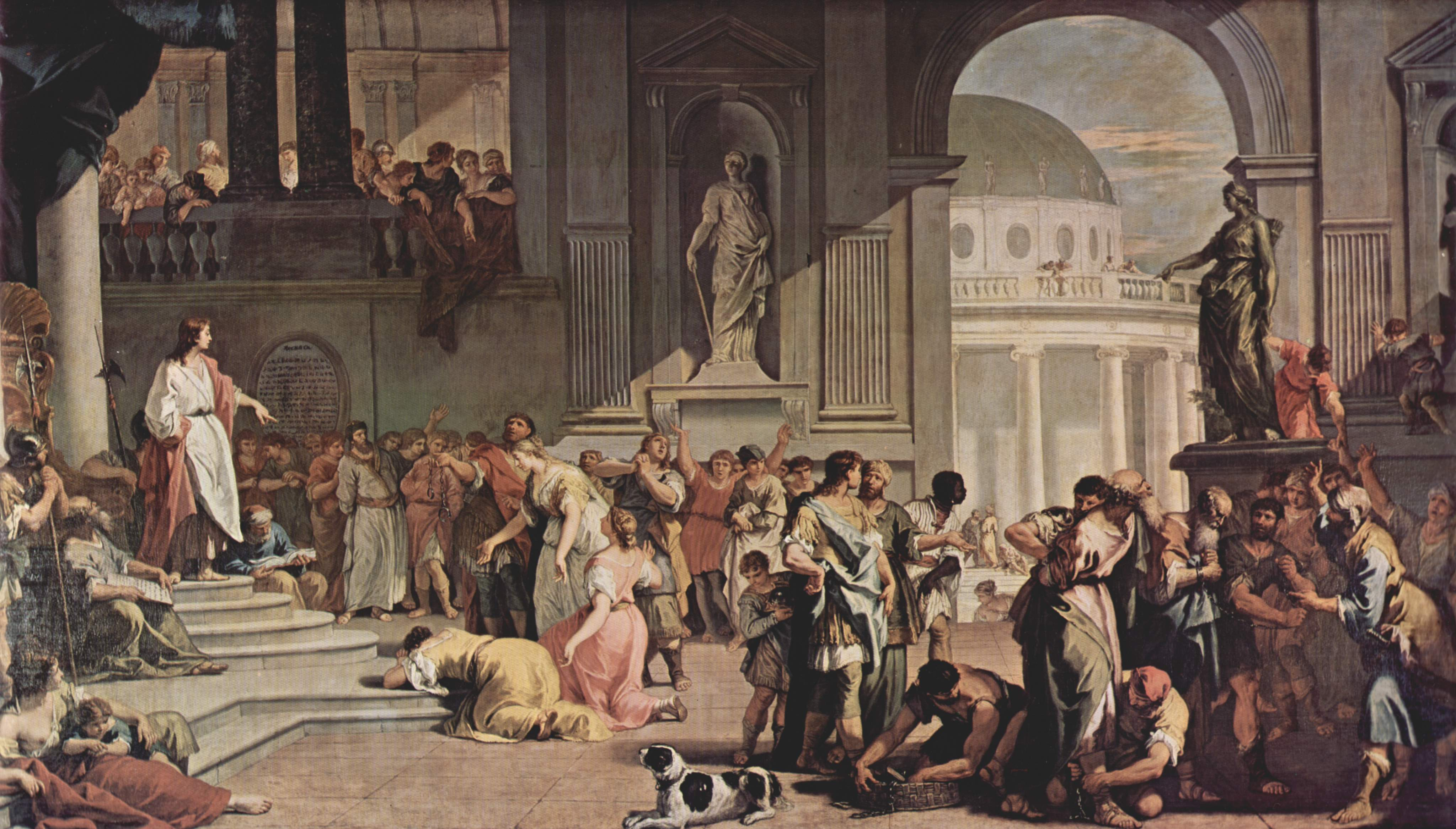
Sebastiano Ricci (1725-1726)
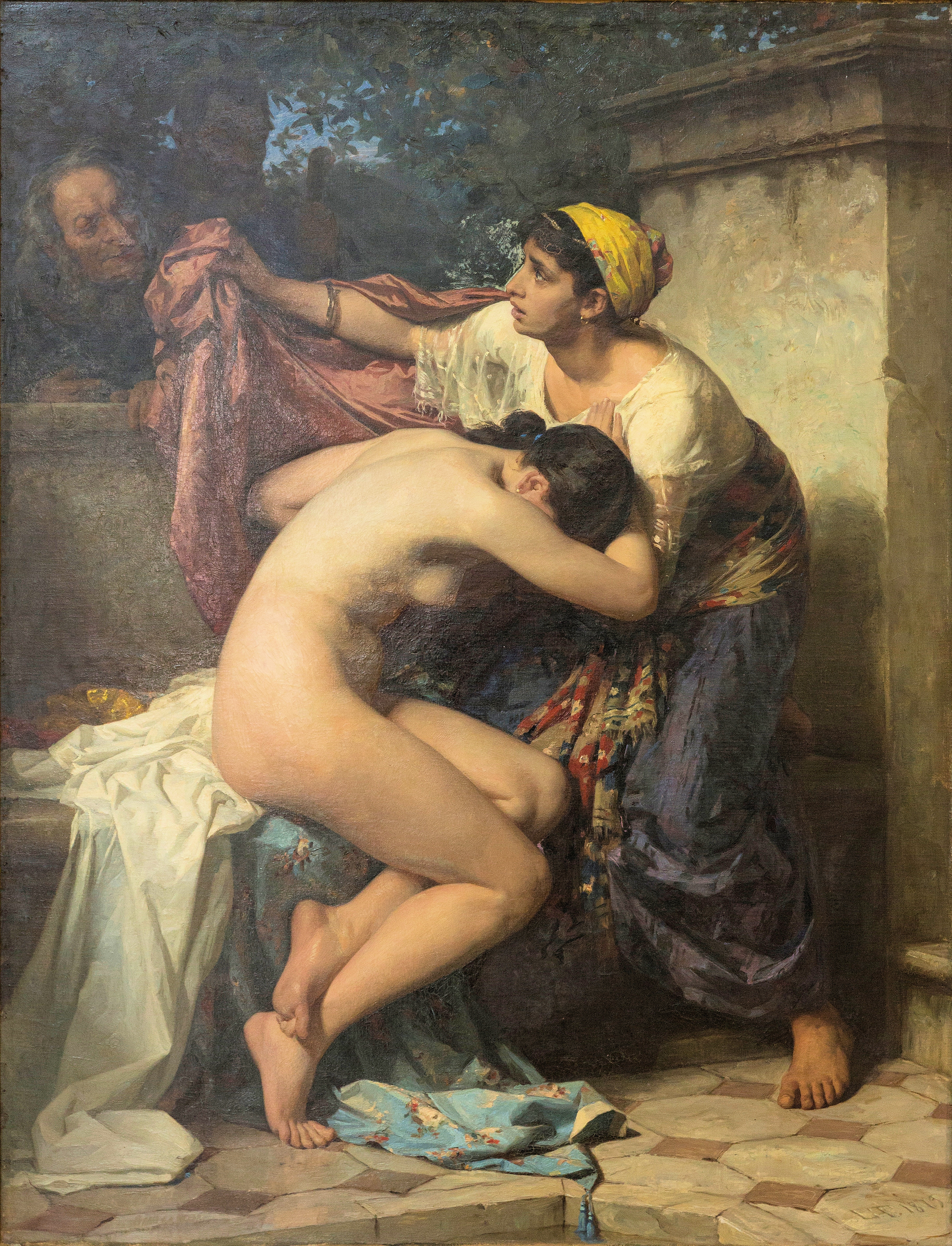
Laurits Tuxen (1879)
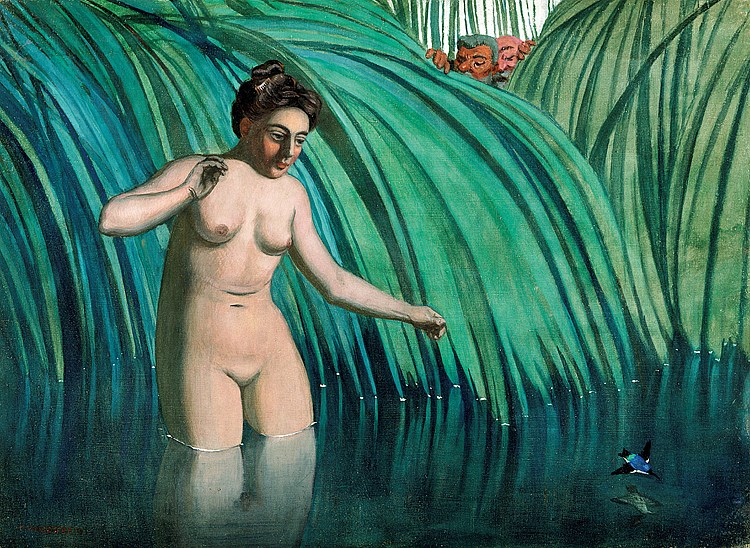
Félix Vallotton (ca. 1902)

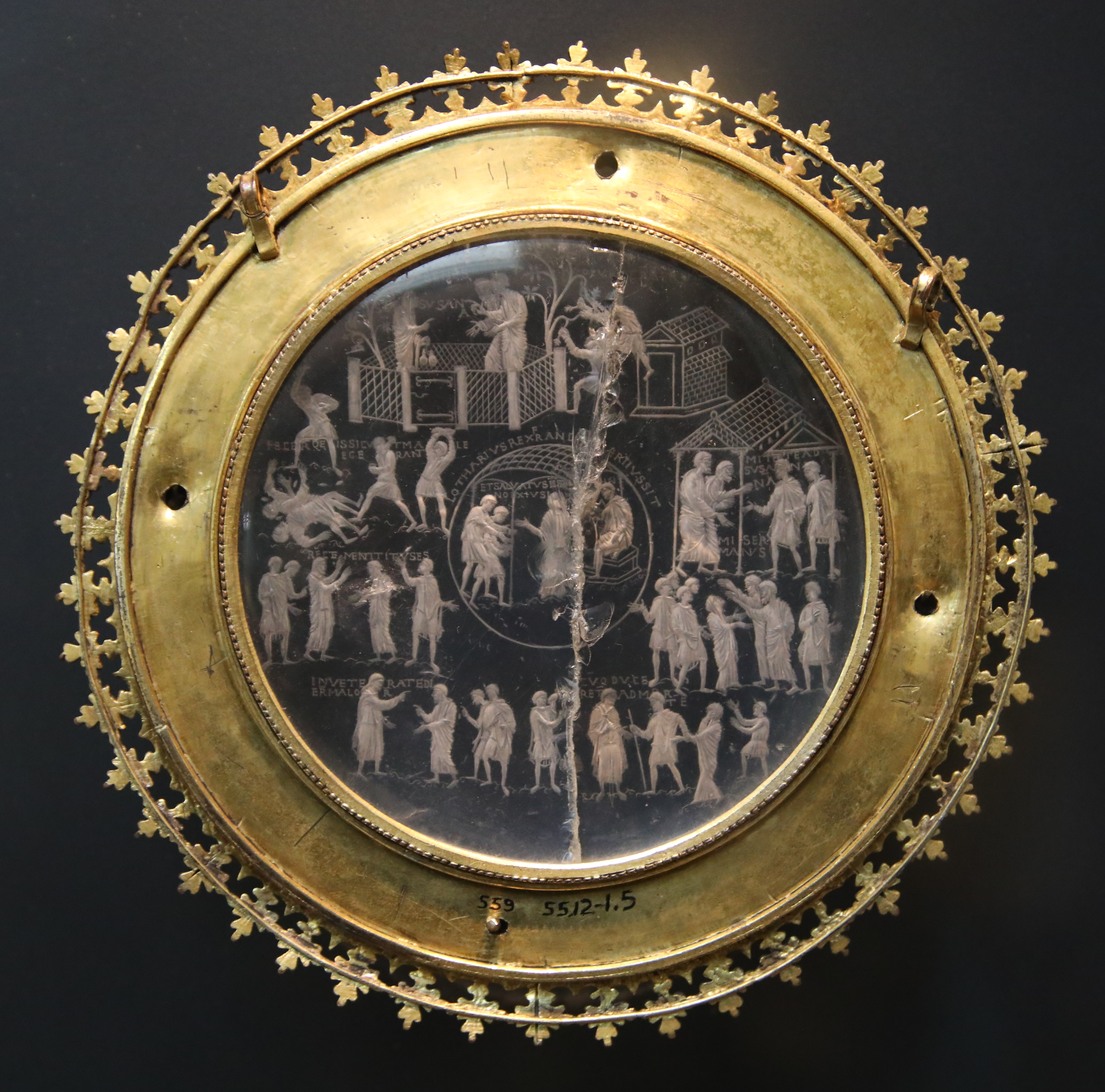
Lothariuskristal (9e eeuw)
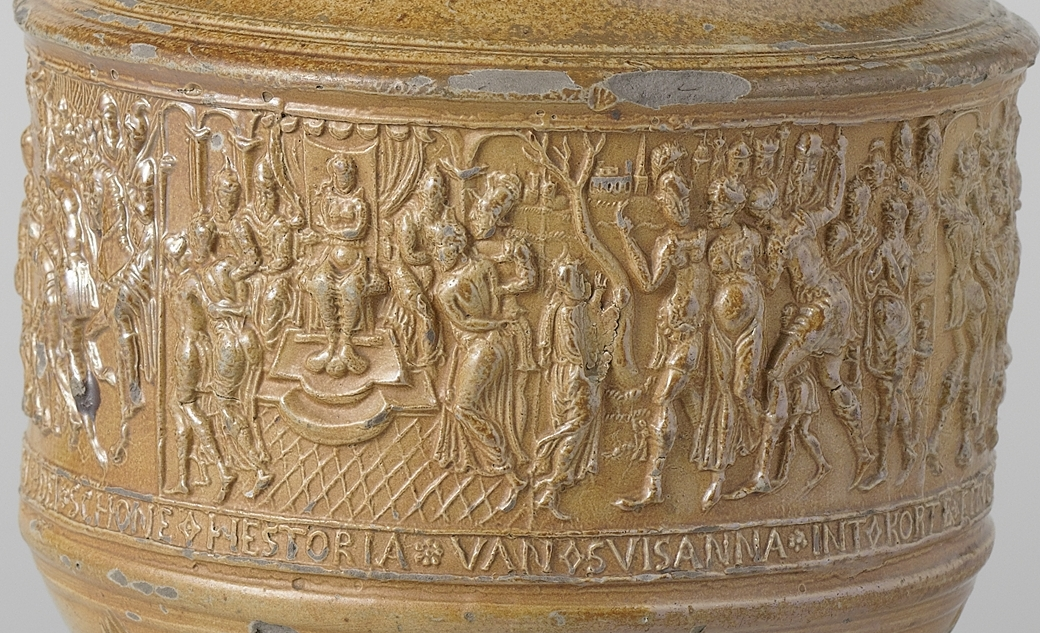
16e-eeuwse Suzannakruik van Engel Kran (detail)
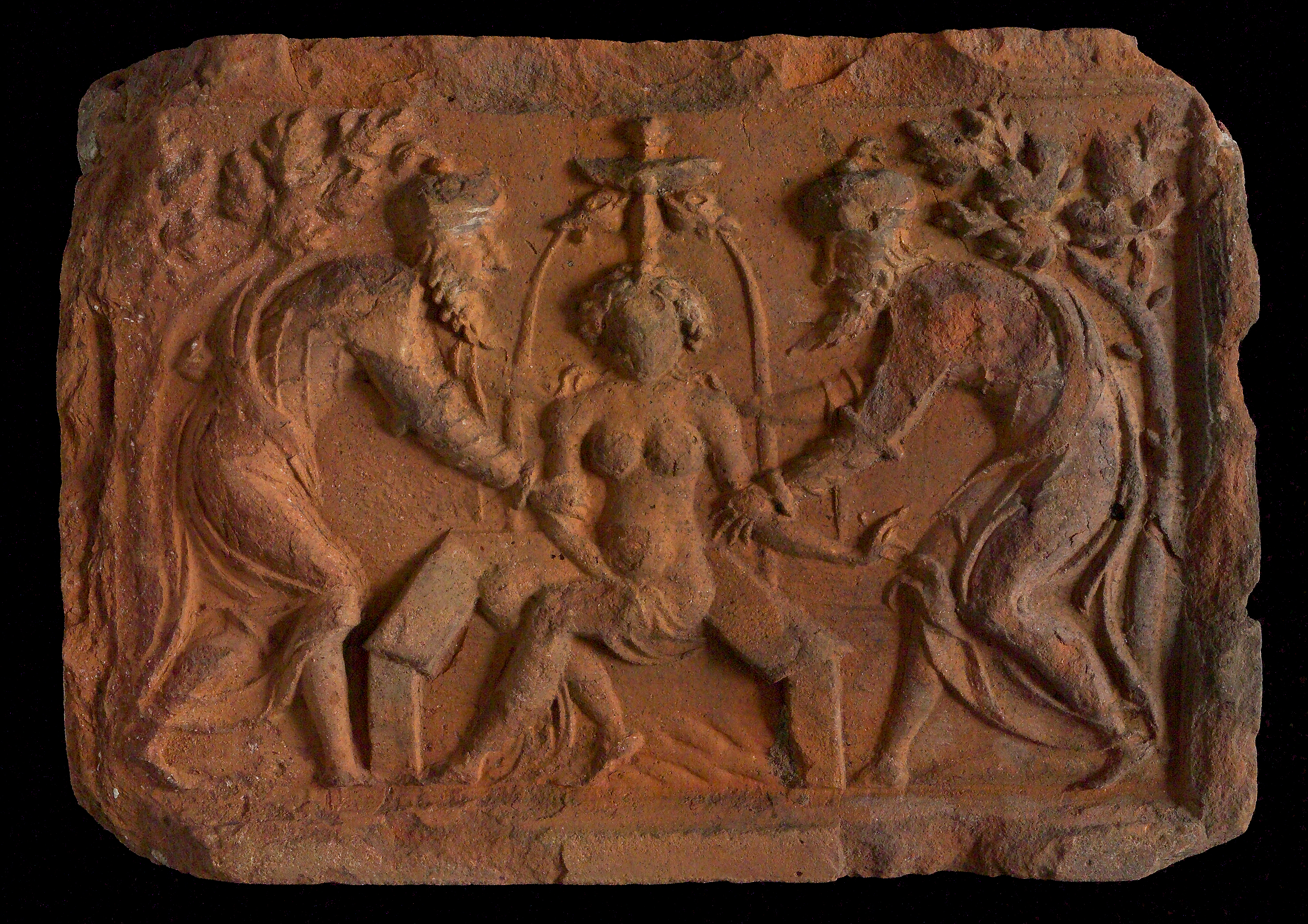
Antwerpse haardsteen (16e eeuw)
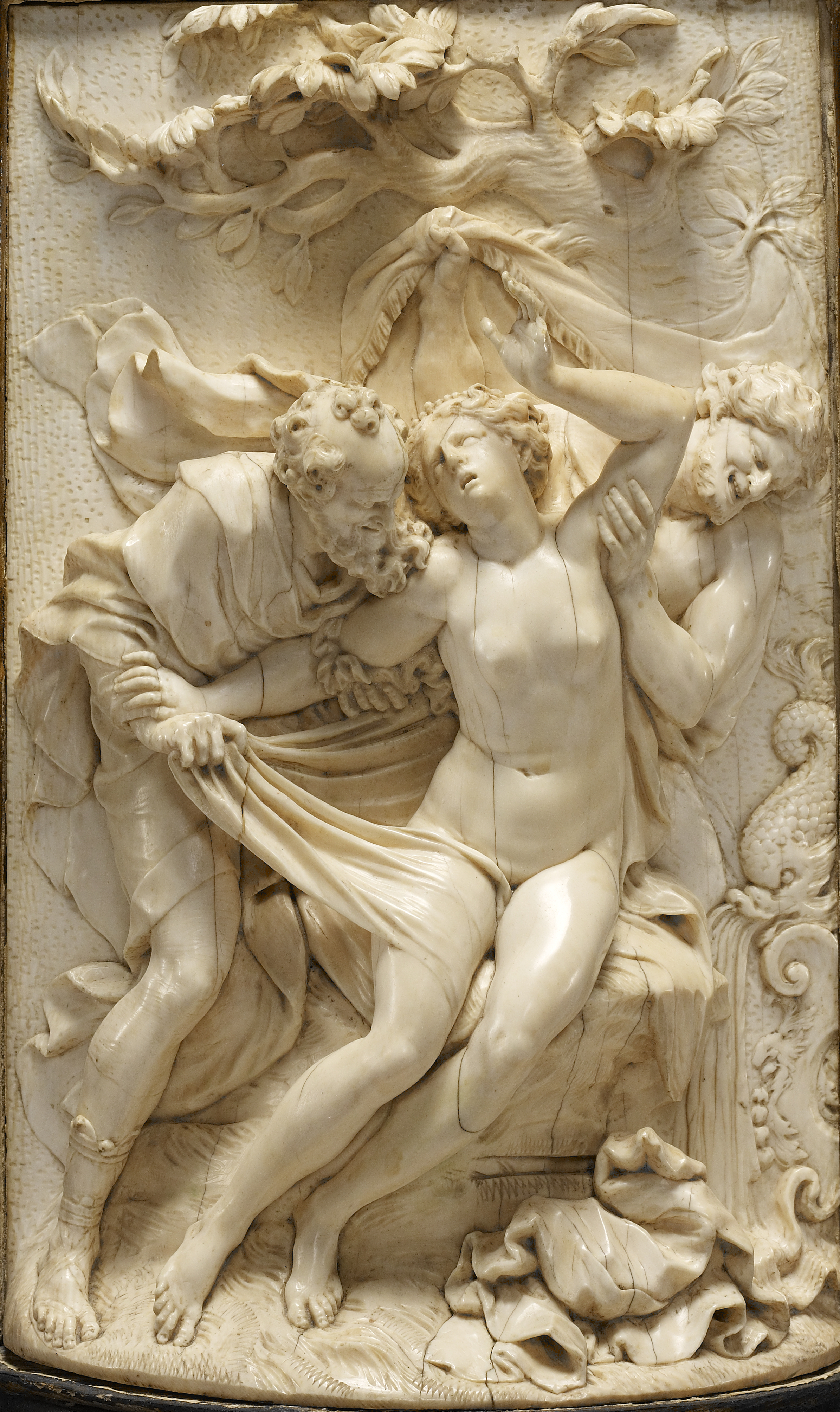
Ivoorsculptuur van Francis van Bossuit (ca. 1690)

## Voetnoten
1. ↑  Louis Réau, Iconographie de l'art chrétien, vol. II-1, 1956, p. 394